# 上水岙窑址
上水岙窑址位于中国浙江省宁波市鄞州区东钱湖镇上水村，于2012年11月至12月宁波市文物考古研究所在东钱湖地区开展调查、勘探时首次发现，2015年10月至12月对窑址分布区进行重点勘探，2016年2月至11月实施发掘，为北宋窑址，共发现窑炉遗迹2条，均为依山而建的龙窑，由砖砌而成，窑头部分保存较好，中段均被破坏，每条窑炉系不同时期的3座窑，同时出土大量越窑青瓷和窑具等遗物，2023年9月1日公布为宁波市文物保护单位。